# Walentina Safronowa
Walentina Iwanowna Safronowa (ros. Валентина Ивановна Сафронова, ur. 1918 w Briańsku, zm. 1 maja 1943 tamże) – radziecka partyzantka, odznaczona pośmiertnie Złotą Gwiazdą Bohatera Związku Radzieckiego (1965).

## Życiorys
Uczyła się w szkole nr 27 w Briańsku. Od sierpnia 1941 uczestniczyła w wojnie z Niemcami, była partyzantką i zwiadowcą miejskiego oddziału partyzanckiego w Briańsku, na początku września 1941 w składzie grupy zwiadowczo-dywersyjnej udała się do lasów na tyłach wroga w celu uzyskania informacji o dyslokacji wojsk wroga. Wielokrotnie przechodziła linię frontu. Przenosiła materiały wybuchowe, ulotki i gazety partyzanckie, dostarczała informacji o ruchu pociągów wroga i rozkładzie lotów na lotniskach używanych przez Niemców. Dzięki jej informacjom partyzanci zniszczyli 58 samolotów, 5 baterii zenitowych, bazę paliwową, magazyn z zapasami i wiele wagonów kolejowych. 17 grudnia 1942 podczas wykonywania zadania bojowego została ciężko ranna w głowę i wzięta do niewoli, później zamęczona przez gestapo. Była odznaczona Orderem Czerwonej Gwiazdy, a 8 maja 1965 pośmiertnie otrzymała Złotą Gwiazdę Bohatera Związku Radzieckiego i Order Lenina. Jej imieniem nazwano ulicę i szkołę średnią w Briańsku.